# Kääriku
Kääriku är en by i Otepää kommun i landskapet Valgamaa i södra Estland. Invånarantalet uppgick till 53 den 7 februari 2008, och till 48 den 5 januari 2013.
I Kääriku finns en sportanläggning, Kääriku Spordikeskus. Här hölls Världsmästerskapen i skidorientering i februari 2021.